# Pianosonate nr. 1 (Sciarrino)
Salvatore Sciarrino voltooide zijn Pianosonate nr. 1 (Primo sonata) in 1976. De meeste componisten treden met hun eerste sonateboreling in de voetstappen van hun docenten. Dat was bij Sciarrino niet mogelijk; hij is autodidact. Hij moest grotendeels alles zelf uitvinden. Toch is zijn eerste pianosonate een voortzetting van het genre dat door vele componisten binnen de klassieke muziek beoefend werd. Sciarrino's eerste sonate past van de vijf die hij tot 2010 componeerde het beste binnen het genre. Hij zou in de loop van de jaren steeds extremere sonates schrijven. Zoals in de meeste sonates binnen de klassieke muziek is Sciarrino's sonate een oefening voor en ode aan de techniek van de pianisten. Het is een zeer virtuoos stuk, waarbij de muziek draait en keert, zonder dat er iets van een melodie te ontdekken is. Het is daarbij voornamelijk een dialoog tussen de muziek die de rechterhand (hoge register) speelt en die de linkerhand (lage register) speelt. Beide zijn even virtuoos. Van het gebeuk dat in zijn latere sonates zou verschijnen is hier nog geen sprake.
Kenners en critici binnen het genre vonden toch nog een vergelijking met klassiek repertoire in Maurice Ravels Jeux d'eau en Franz Liszt Sonate in b-mineur.
De eerste uitvoering was aan Massimiliano Damerini op 19 mei 1976 tijdens het VIII Rassegna Internazionale di Musica Contemporanea-festival te Brescia.

## Discografie
- Uitgave Dynamic Series 2000: Massilimiliano in een opname in 1991/1992